# Уд (окръг, Уисконсин)
Окръг Уд (на английски: Wood County) е окръг в щата Уисконсин, Съединени американски щати. Площта му е 2095 km², а населението - 75 555 души (2000). Административен център е град Уисконсин Рапидс.